# Burnwell (Alabama)
Burnwell ist ein gemeindefreies Gebiet im Walker County im Bundesstaat Alabama in den Vereinigten Staaten.

## Geographie
Burnwell liegt im Zentrum Alabamas im Süden der Vereinigten Staaten. Es liegt etwa 33 Kilometer südöstlich des 733 Quadratkilometer großen William B. Bankhead National Forest und 25 Kilometer südlich des 85 Quadratkilometer großen Lewis Smith Lake.
Nahegelegene Orte sind unter anderem Dora (unmittelbar westlich angrenzend), Sumiton (3 km nordöstlich), Graysville (6 km östlich), Adamsville (7 km südöstlich) und Cordova (8 km nordwestlich). Die nächste größere Stadt ist mit 212.000 Einwohnern das etwa 21 Kilometer südöstlich entfernt gelegene Birmingham.

## Geschichte
Ursprünglich wurde der Ort Burnwell Mines genannt, in Anlehnung an die nahegelegenen Minen, von denen sich wohl auch der Name Burnwell ableitet. Ein Postamt wurde 1909 eröffnet und war bis 2010 in Betrieb.

## Verkehr
Burnwell liegt 3 Kilometer nördlich einer Trasse, auf der gemeinsam der Interstate 22 und der U.S. Highway 78 verlaufen. 28 Kilometer südlich verläuft der Interstate 20, 22 Kilometer östlich der Interstate 65.
Etwa 29 Kilometer nordwestlich befindet sich der Walker County Airport, 33 Kilometer südöstlich der Birmingham-Shuttlesworth International Airport.